# Echeneis neucratoides
Echeneis neucratoides är en fiskart som beskrevs av Zuiew, 1789. Echeneis neucratoides ingår i släktet Echeneis och familjen Echeneidae. Inga underarter finns listade i Catalogue of Life.